# День молодёжи (Беларусь)
«День молодёжи» — национальный праздник молодых людей страны, который отмечается в Республике Беларусь каждый год, в последнее воскресенье июня.
7 февраля 1958 году в Советском Союзе, в состав которого входила Белорусская Советская Социалистическая Республика (БССР), Указом Президиума Верховного Совета СССР «Об установлении Дня советской молодёжи» был учреждён «День советской молодёжи», который отмечался в последнее воскресенье июня. В этот день и началась история «Дня молодёжи».
26 марта 1998 года Президент Беларуси Александр Григорьевич Лукашенко подписал Указ № 157 «О государственных праздниках, праздничных днях и памятных датах в Республике Беларусь», который предписывал отмечать «День молодёжи» в Беларуси ежегодно в последнее воскресенье июня.
В этот день по всей Беларуси проходят различные праздничные события и мероприятия. Традиционно поздравления молодым людям направляют чиновники самых высоких рангов.
Свой праздник отмечает и молодёжь Украины.
В Российской Федерации после распада Союза Советских Социалистических Республик «День молодёжи» был перенесён Президентом России Борисом Николаевичем Ельциным на 27 июня, хотя в некоторых городах, основные праздничные торжества проходят «по старинке» в последнее воскресенье июня, одновременно с Беларусью и Украиной.